# Minerva protegge la Pace da Marte
Minerva protegge la Pace da Marte (Pace e Guerra) è un dipinto (208x298 cm) realizzato tra il 1629 ed il 1630 dal pittore Peter Paul Rubens.
È conservato nella National Gallery di Londra.
Rubens dipinse il quadro a Londra durante per una missione diplomatica di pace per la Spagna con l'Inghilterra e lo donò a re Carlo I.

## Descrizione
Il dipinto rappresenta Minerva, dea della guerra, oltre che della saggezza e protettrice degli artigiani, nell'atto di allontanare Marte, dio maschile della guerra, mentre davanti a loro sta la figura nuda di Cerere, dea della terra, che rappresenta la Pace.